# گادفری نلر
گادفری نلر (انگلیسی: Godfrey Kneller; ۸ اوت ۱۶۴۶ – ۱۹ اکتبر ۱۷۲۳) نقاشی اهل آلمان در قرون ۱۷ و ۱۸ بود. از نقاشی‌های او می‌توان به The Chinese Convert و پرتره آیزاک نیوتن اشاره کرد.